# Vysje radugi
Vysje radugi (russisk: Выше радуги) er en sovjetisk spillefilm fra 1986 af Georgij Jungvald-Khilkevitj.

## Medvirkende
- Dmitrij Marjanov – Alik Rainbow
- Mikhail Bojarskij
- Jelena Aminova
- Jekaterina Parfjonova – Dasja
- Jurij Kuklatjev – Ivan Ivanovitj